# 安德烈綿鳚
安德烈綿鳚，為輻鰭魚綱鱸形目绵鳚亞目绵鳚科的其中一種，分布於西北太平洋區的日本海域，屬深海底棲性魚類，棲息深度在水深10至1025公尺，體長可達19.3公分，屬肉食性，以甲殼類等為食。